# Rumlikon
Rumlikon är en ort i kommunen Russikon i kantonen Zürich, Schweiz. 